# Star Wars: The Old Republic
Star Wars: The Old Republic – gra komputerowa typu MMORPG osadzona w świecie Gwiezdnych wojen, której akcja dzieje się około 300 lat po wydarzeniach przedstawionych w Knights of the Old Republic II: The Sith Lords. Prace nad grą zostały ogłoszone 21 października 2008 roku na specjalnej konferencji prasowej, premiera odbyła się 20 grudnia 2011 roku.
Pomimo że producent nie podał kosztów produkcji, analitycy finansowi oszacowali je na kwotę między 150 a 200 milionów dolarów. 22 marca 2011 roku została wydana powieść Oszukani napisana przez Paula S. Kempa. Opowiada o Darth Malgusie, Lordzie Sithów odpowiedzialnym za splądrowanie Coruscant.
Gra jest oparta na modelu free-to-play od 15 listopada 2012 roku.

## Rozgrywka
Podczas tworzenia postaci gracz ma do wyboru jedną z dwóch stron konfliktu: Republikę albo Imperium, płeć, wygląd i rasę. Niezależnie od wybranej grupy gracz może być po jasnej lub ciemnej stronie Mocy. Dostępnych jest 8 klas postaci, po stronie republiki Rycerz Jedi (ang. Jedi Knight), Negocjator Jedi (Jedi Consular), Przemytnik (Smugler), Żołnierz (Trooper). Po stronie imperium Wojownik Sithów (Sith Warrior), Inkwizytor Sith (Sith Inquisitor), Łowca Nagród (Bounty Hunter), Imperialny Agent (Imperial Agent). Gracz może również wybrać jedną z dwóch klas zaawansowanych. Postać zdobywa wyższe poziomy przez zabijanie przeciwników, wypełnianie misji. Wraz z rozwojem postaci dostępne są nowe umiejętności, przedmioty i lokacje.
Każdy gracz dostaje statek, którym może walczyć w specjalnych misjach, a także podróżować między planetami. W Star Wars: The Old Republic gracz może odwiedzić różne planety i księżyce takie jak Coruscant, Hoth czy Tatooine.
W grze istnieje „Cartel Market”, w którym można dokonywać zakupu różnych przedmiotów za pomocą wirtualnej waluty.

## Rozwój gry

### Aktualizacje
Aktualizacja 1.2 wprowadziła między innymi możliwość zmiany wyglądu interfejsu użytkownika i system Legacy gdzie gracz może połączyć swoje postacie używając drzewa genealogicznego. W czerwcu 2012 roku dodano do gry narzędzie służące do tworzenia grup. Wraz z przejściem na darmowy model 15 listopada 2012 roku do gry wprowadzono tzw. Cartel Market, w którym można dokonywać zakupu różnych przedmiotów za pomocą wirtualnej waluty. W maju 2013 roku dodano do gry nową rasę i możliwość zmiany wyglądu postaci i posiadanych przedmiotów.

### Dodatki
- Rise of the Hutt Cartel (14.04.2013) – dodano planetę Makeb oraz nowy wątek fabularny[14]. Jednocześnie wydano także aktualizację 2.0 zawierającą system osiągnięć[15].
- Galactic Starfighter (04.02.2014) – wprowadzono myśliwce Starfighter, możliwość kierowania nimi oraz dostosowywania wyglądu statków. Udostępniono także tryb PvP dla dwóch drużyn po 12 graczy[16].
- Galactic Strongholds (14.10.2014) – umożliwiono kupowanie własnych domów i dekorowanie ich wnętrz. Gildie otrzymały możliwość kupna okrętu flagowego, który pełni podobną funkcję co domy[17].
- Shadow of Revan (9.12.2014) – gracze otrzymali nowy wątek fabularny związany z postacią Revana. Dodano nową planetę Rishi oraz księżyc Yavin 4 i podniesiono limit doświadczenia do 60. poziomu[18].
- Knights of the Fallen Empire (27.10.2015) – wprowadzono nową kampanię dla pojedynczego gracza, dodano nowe przedmioty, lokacje i zadania oraz podniesiono limit doświadczenia do 65. poziomu[19].
- Knights of the Eternal Throne (02.12.2016) – udostępniono graczom nowy, obszerny wątek fabularny oraz podniesiono limit doświadczenia do 70. poziomu[20].
- Onslaught (22.10.2019) – wprowadzono nową kampanię dla pojedynczego gracza, dodano nowe przedmioty, lokacje (tj. planeta Onderon i Mek-Sha) i zadania oraz podniesiono limit poziomu doświadczenia do 75.

## Odbiór gry
Gra została pozytywnie przyjęta przez recenzentów, co potwierdzają oceny na stronach agregujących recenzje gier komputerowych. Na stronie Metacritic średnia ocen na podstawie 73 recenzji wynosi 85/100. Grę chwalono głównie za rozmach i solidną jakość wykonania. Serwis GameSpy przyznał grze tytuł Best MMO of the Year 2011.
Keil Matt z G4 dał grze maksymalną notę pisząc, że muzyka i głosy postaci są na najwyższym poziomie, a produkt oferuje zawartość na setki godzin. Kevin VanOrd uznał, że sposób w jaki prowadzone są misje z użyciem statków kosmicznych to nietrafiony pomysł. Jednocześnie pochwalił atmosferę, która pasuje do uniwersum Gwiezdnych Wojen.
W ciągu trzech dni od premiery ponad milion osób stworzyło konto w grze. Liczba zarejestrowanych graczy w lutym 2012 wynosiła 1,7 miliona. W maju spadła do 1,3 miliona, a w lipcu poniżej miliona.